# Horst-Wessel-Lied
A Horst-Wessel-Lied (Horst Wessel-dal) egy politikai töltetű dal, ami kezdetben (kb. 1929-től) az SA harci indulója volt, majd nem sokkal később az NSDAP párthimnuszává vált. Nevét szerzőjéről, Horst Wessel SA-Sturmführerről kapta, aki a szövegét valamikor 1927 és 1929 között szerezte, feltehetően egy 19. századból származó dallamra.
Az NSDAP hatalomátvétele után a dal – a fasiszta Olaszország Giovinezzá-jának mintájára – gyakorlatilag a németek második nemzeti himnuszaként funkcionált. 1945-ben, Németország második világháborús veresége után a helyi Szövetséges Ellenőrző Bizottság betiltatta a dalt, és a tiltás Németországban és Ausztriában jelenleg is érvényben van.

## Története
A Horst-Wessel-Liedet 1929 augusztusában az NSDAP berlini lapja, a Der Angriff nyomtatta ki, mint költeményt Die Fahne hoch! (Magasra a zászlót!) címmel. George Broderick brit-német professzor hitelt érdemlő állítása szerint Wessel a szövegtervezetéhez a német Königsberg könnyűcirkáló tartalékosai által énekelt, megegyező dallamú Königsberg Liedet használta fel, amelyet széles körben ismertek az olyan félkatonai szervezeteknél, mint a Freikorps, a Bund Wiking vagy a Marine-Brigade Ehrhardt, amelyeknek Wessel is tagja volt. Ez a „Vorbei, vorbei sind all die schönen Stunden” („A szép órák mind véget értek”) sorral kezdődött, és tartalmazta például: „Zur Abfahrt steht die Mannschaft schon bereit” („A legénység már készen áll az induláshoz”), ami Wesselnél „Zum Kampfe stehn wir alle schon bereit” („A harchoz már mindannyian készen állunk”) szövegre módosult. Wessel változatának egyes elemei emlékeztetnek a szocialista, kommunista munkásmozgalmi dalokra, például az Internacionáléra. Joseph Müller-Blattau német zenekritikus és nemzetiszocialista kultúrfunkcionárius 1934-ben ezzel kapcsolatban azt írta egy zenetudományi folyóiratban: „Meglett hát a dallam, ami tősgyökeres németséggel szállhatott szembe az Internacionálé fess hevével”.
Nem sokkal azután, hogy Wessel 1930. február 23-án belehalt lőtt sérülésébe – amit a Roter Frontkämpferbund (Vörös Frontharcosszövetség) tagja, Albrecht Höhler okozott neki – a dalszöveget a következő címmel ellátva nyomtatták ki a párt müncheni lapjánál, a Völkischer Beobachter-nél: Horst Wessel üdvözlete az eljövendő Németországhoz. A dalt Joseph Goebbels később az NSDAP hivatalos párthimnuszává nyilvánította és az – Wessel húga, Ingeborg szavaival élve – a „mozgalom evangéliumává” vált. A nemzetiszocialisták hatalomátvétele után, Wilhelm Frick birodalmi belügyminiszter rendelkezésére 1933. július 12-től általánosan a Deutschlandlied (német himnusz) első versszaka után, kvázi hivatalos nemzeti himnuszként kellett énekelni. Teljesen hivatalossá tételét ugyanakkor Adolf Hitler elutasította.

## Szövege
Kampflied der SA
Die Fahne hoch!
Die Reihen fest (/dicht) geschlossen!
SA marschiert
Mit ruhig (/mutig) festem Schritt
|: Kam’raden, die Rotfront und Reaktion erschossen,
Marschier’n im Geist
In unser’n Reihen mit :|
Die Straße frei
Den braunen Bataillonen
Die Straße frei
Dem Sturmabteilungsmann!
|: Es schau’n aufs Hakenkreuz voll Hoffnung schon Millionen
Der Tag für (/der) Freiheit
Und für Brot bricht an :|
Zum letzten Mal
Wird Sturmalarm (/-appell) geblasen!
Zum Kampfe steh’n
Wir alle schon bereit!
|: Schon (/Bald) flattern Hitlerfahnen über allen Straßen (/über Barrikaden)
Die Knechtschaft dauert
Nur noch kurze Zeit! :|

## Magyarul
Az SA harci dala
Magasra a zászlót!
Feszesen (/szorosan) záródjanak a sorok!
Menetel az SA
Nyugodt (/bátor) kemény léptekkel
|: A bajtársak, akiket a Vörös Front és a reakció lelőtt,
Lélekben
Soraink közt menetelnek :|
Szabaddá az utcát
A barna zászlóaljaknak
Szabaddá az utcát
A rohamosztagosnak!
|: A horogkeresztre már milliók néznek reménnyel telve
A szabadság
És a (az új) kenyér napja hajnalodik :|
Utoljára
Fújunk rohamriadót (/-sorakozót)!
A harchoz
Már mindannyian készen állunk!
|: Már (/hamarosan) Hitler-zászlók lengenek minden utca (/a barikádok) fölött
A szolgaság
Már nem tart sokáig! :|

## A szöveg történelmi háttere
A dal szövege nem Németország 1930-as politikai viszonyait ismerteti viszonylag részletesen, így az, hogy Wessel milyen időszakra vonatkoztatja, csak nehezen értelmezhető. Ez nemcsak azokra a részekre igaz, amik szóhasználatukban és szándékukban azon adottságokra vonatkoznak, amik a Weimari Köztársaság kései éveire voltak jellemzők, hanem bizonyos nyelvi és technikai inkoherenciákra is, amik a továbbiakban lesznek részletezve.
A Rotfront (Vörös Front) az akkori szóhasználatban a kommunistákat, mint a nemzetiszocialisták, illetve az SA legkeményebb utcai ellenfelét jelentette, különösen a KPD (Németország Kommunista Pártja) harcszervezetét, a Roter Frontkämpverbundot (Vörös Frontharcos Szövetség). A vörös frontharcosok felemelt ököllel és „Vörös Front” felkiáltással köszöntek, és az egyesületi újságukat is A Vörös Frontnak hívták.
A mai ember számára – aki a nemzetiszocializmust magától értetődően egyenrangúnak tekinti a szélsőjobbal – meglepőnek tűnhet, hogy Wessel szövegében az NSDAP „jobb oldalról” is lehatárolásra került reakció megnevezéssel. Ez mégis teljes mértékben megfelelt nagyon sok NSDAP szimpatizáns és különösen az SA meggyőződésének, akik egy szociálforradalmi mozgalom tagjaiként a polgárság konzervativista és monarchista erőit (gyakorlatilag a Német Nemzeti Néppártot – DNVP) ugyanolyan éles ellentétüknek tekintették, mint a kommunistákat. Jóllehet 1933-ban a nemzetiszocialisták pont az ilyen „reakciós” erőkkel koalícióra lépve kerültek hatalomra, és 1934-ben az úgynevezett Röhm-puccs keretében az NSDAP és az SA szociálforradalommal egyetértő részeit iktatták ki. De ez nem akadályozta meg a pártot abban, hogy a Horst-Wessel-Liedet párt- és második német himnusszá tegyék, amit minden hivatalos alkalomkor elénekeltek.
Részben romantizáló, részben heroizáló, a hadsereggel és a 18-19. századi forradalmakkal kapcsolatos képek teszik ki a szöveg nagy részét, amik jelentős mértékben idealizálják a kor rendkívül erőszakos politikai hétköznapjait. Ekkoriban ugyanis a politikai gyűlések sűrűn végződtek utcai harcokkal vagy zárttéri csetepatékkal, különösen a radikális pártok „harcszervezetei” között, de olykor a rendőrséggel is, amikből sok sérült és halott került ki. A reakció által lelőtt bajtársakról szóló szövegezés az 1923-as Hitler-puccsal cseng össze. A barikádokra való utalás, amiket elsősorban az 1830-as júliusi és az 1848-as március forradalom idején a központi államhatalom ellen emeltek a felkelők, ezért alig felel meg a valóságnak.
Ugyanígy a „barna zászlóalj” megfogalmazás is azt szuggerálja, hogy az SA a barna uniformisában alapvetően nagyszámú erővel és katonailag kiképezve jelent meg. Valójában a tagjai hasonlóan gyakran szivárogtak be kis, fedett csoportokban politikai ellenfeleik gyűléseire, mint provokátorok. Ezt a gyakorlatot egyébként a nagy gazdasági világválság feszült időszakában sok radikális csoportosulás folytatta.
A „szabadság napjára”, illetve a „szolgaság végére” való hivatkozás azt, a weimari köztársaság idején az emberek között általánosan elterjedt, csapongó érzést fejezi ki, hogy igazságtalan viszonyok áldozatai. Ez annyiban meglepő, hogy a köztársaság volt az addigi legszabadabb alkotmányforma Németország történetében. A súlyos szociális, gazdasági és külpolitikai problémák – amik elsősorban az ország első világháborús vereségéből és a versailles-i békeszerződésből adódtak (háborús jóvátétel, infláció, a Ruhr-vidék 1923-as megszállása stb.) – mindenféle összeesküvés-elmélethez, és olyan, széles néptömegek által osztott szemlélethez vezettek, hogy Németországot elnyomja a „külföld”, a „rendszer”, a „kapitalizmus”, a „zsidóság” és így tovább.

## Fordítás
Ez a szócikk részben vagy egészben  a   Horst-Wessel-Lied című német Wikipédia-szócikk ezen változatának fordításán alapul.  Az eredeti cikk szerkesztőit annak laptörténete sorolja fel. Ez a jelzés csupán a megfogalmazás eredetét és a szerzői jogokat jelzi, nem szolgál a cikkben szereplő információk forrásmegjelöléseként.